# Gospa Emine
Gospa Emine (turski Emine Hatun) (o. 1389. – 1449.) bila je supruga osmanskog sultana Mehmeda I., majka Murata II. i baka Mehmeda II. Osvajača.
Udala se 1403. 
Njen je otac bio beg Șaban Suli Bey.
Nakon smrti je pokopana u Bursi.